# Kunama

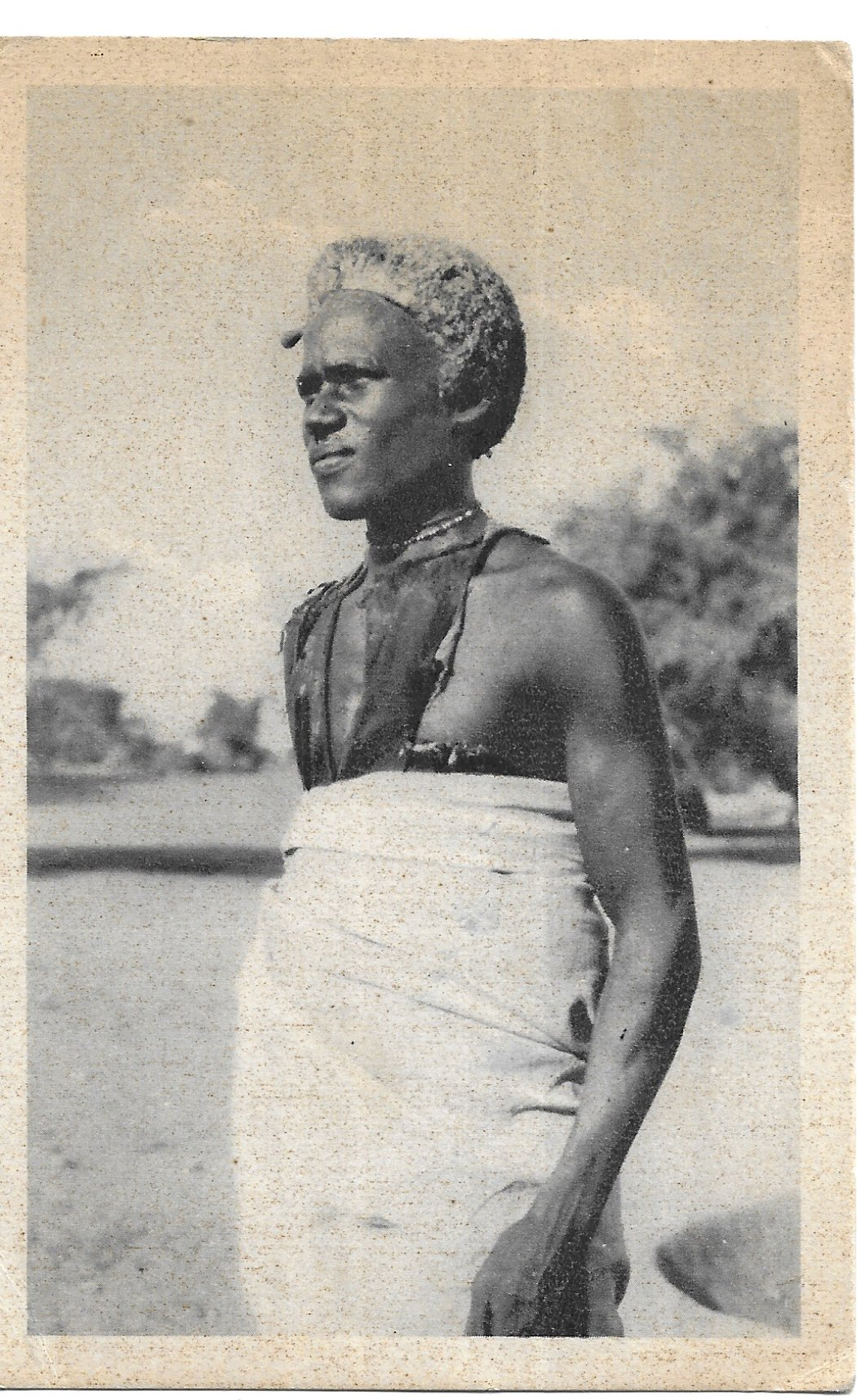
Fotografia d'un membre Kunama a la dècada del 1930.

Els kunama són un poble d'Eritrea; es creu que són uns 110.000.
Es divideixen en quatre grups: Aimasa (a l'oest de Barentu); Barka (al sud-est de Barentu); Marda (al nord-est de Barentu); i Tika (al sud de Barentu). Formen una societat matriarcal i els parentius es defineixen per línia materna. Els kunama es consideren els descendents dels axumites.
Ras Alula, governador etíop d'Eritrea, va combatre els kunama amb ajut italià. Itàlia va aconseguir finalment amb el control d'Eritrea i els kunama van gaudir de seixanta anys de pau, però després de la conquesta britànica (1942) altres ètnies foren afavorides i es van enfrontar als kunama en una guerra tribal anomenada guerra de Selbiat. A causa de la rancúnia per aquestos fets, els kunama van donar suport a Etiòpia durant la primera fase de la guerra d'alliberament. Armats pels govern etíop van agafar el control de la regió del riu Gash. Quan el Front d'Alliberament d'Eritrea fou eliminat pel Front Popular d'Alliberament d'Eritrea, aquest no els va considerar aliats fidels i al final de la guerra part dels kunama foren traslladats a altres parts del país, mentre una part emigrava al Sudan; els que van romandre a la seva zona tradicional entre els rius Gash i Seti, reben escassa ajuda del govern d'Eritrea. Als anys noranta es van organitzar en el Moviment Democràtic d'Alliberament dels Kunama d'Eritrea